# Trichilia dregeana
Trichilia dregeana là một loài thực vật có hoa trong họ Meliaceae. Loài này được Sond. miêu tả khoa học đầu tiên năm 1860.

## Hình ảnh

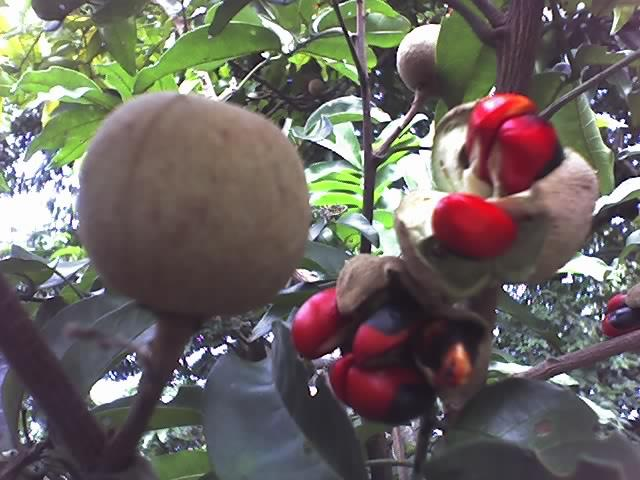
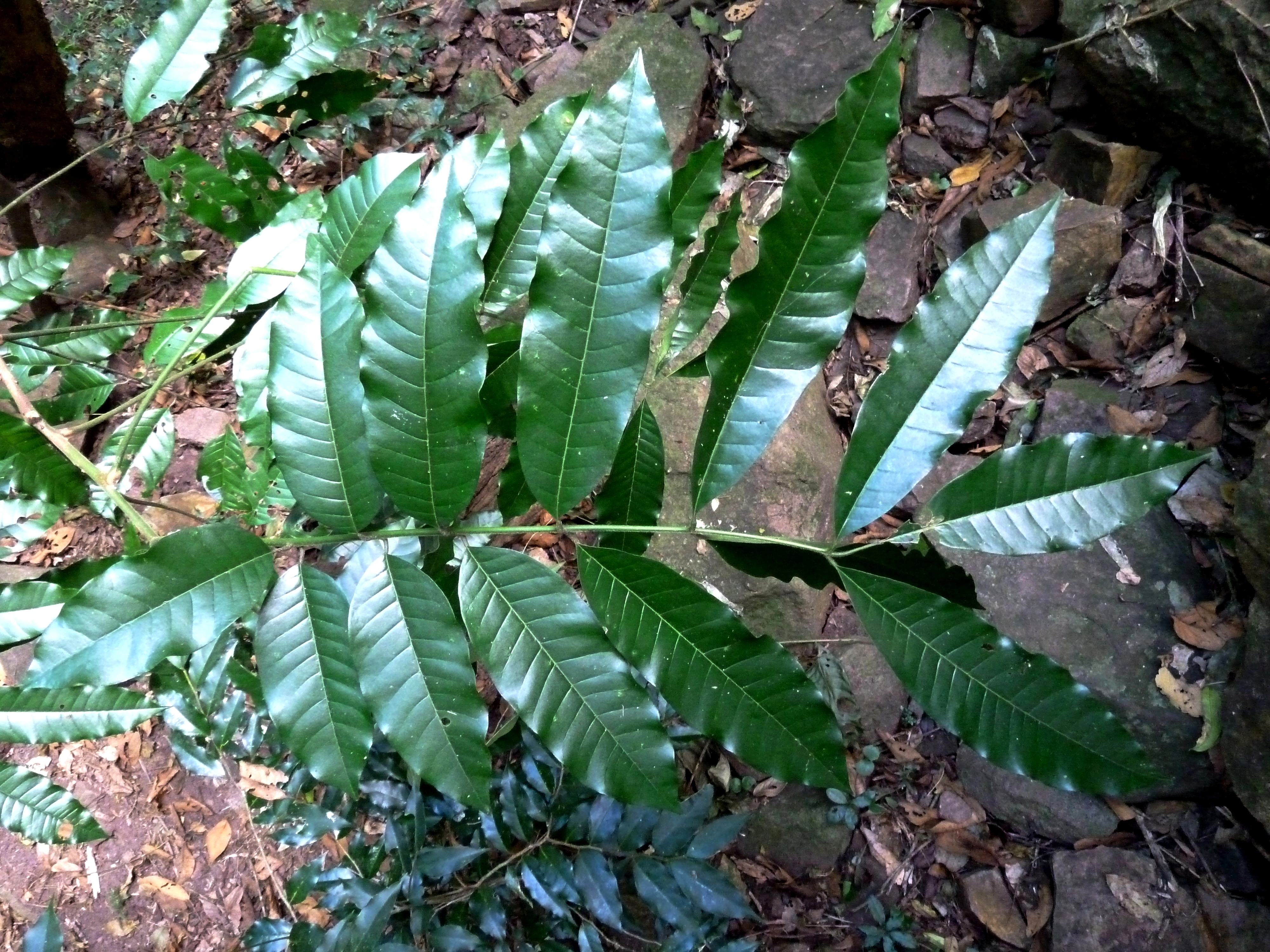
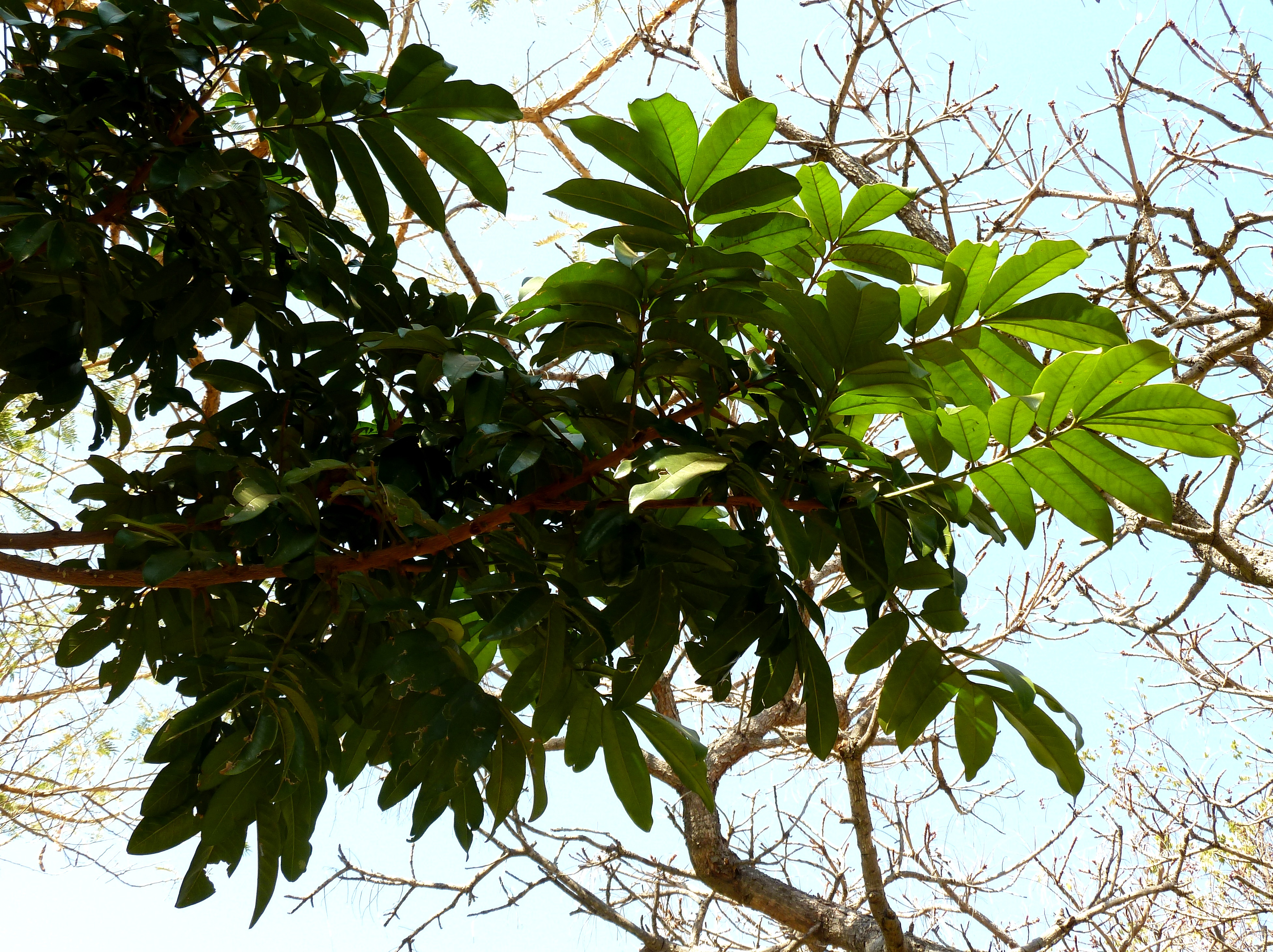
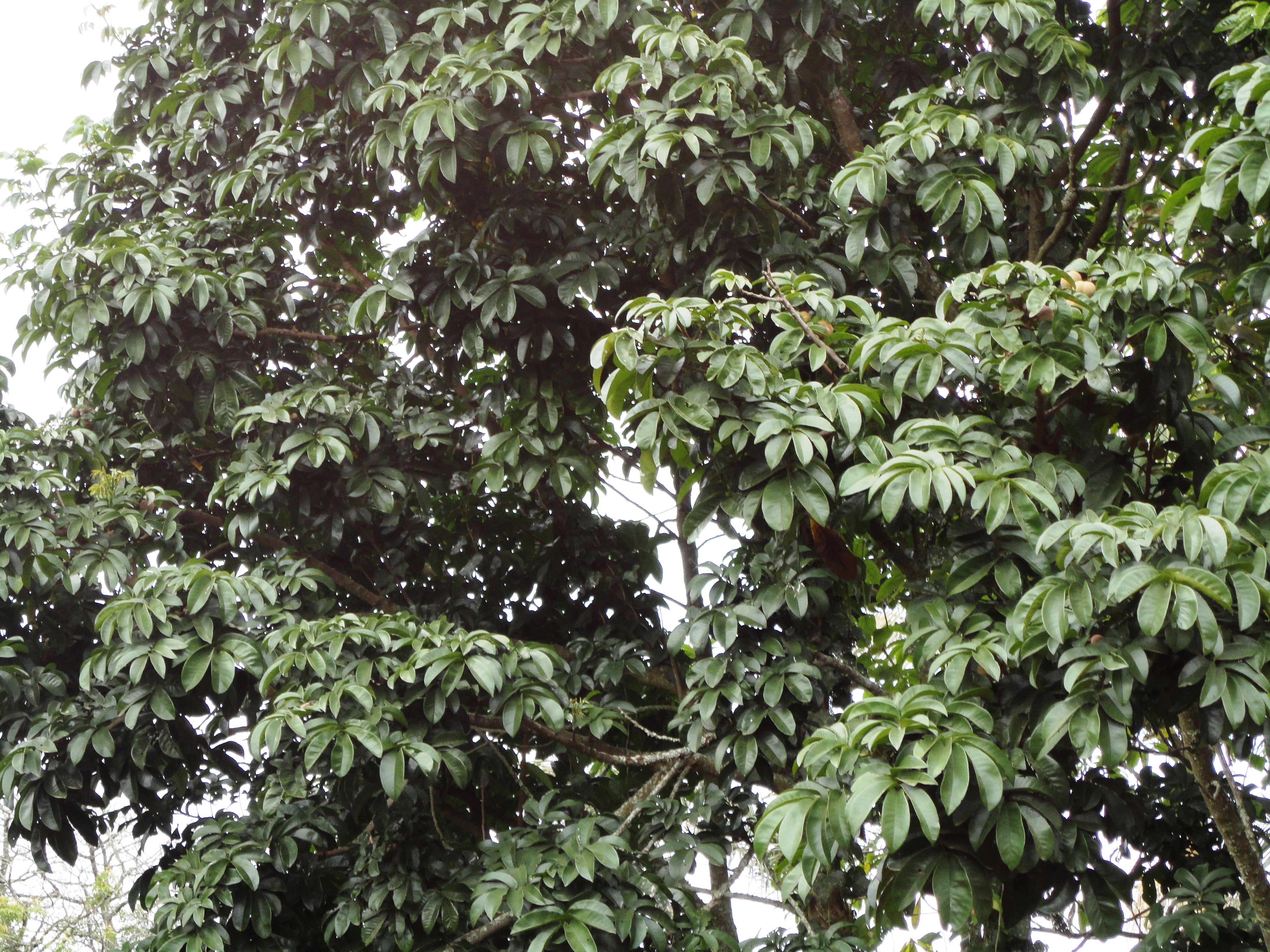